# 응고 (악기)
응고(應鼓)는 무율 타악기이다. 혁부악기이며, 아악기이다. 고려 예종 11년에 중국에서 들어온 기록이 있다.
응고는 입고(立鼓, 建鼓)와 비고(鼙鼓, 朔鼓)와 함께 1116년에 송나라에서 들어와 조선말까지 사용되었으나, 지금은 사용되지 않는다.
삭고와 모양과 크기가 거의 같고 다만 틀 위에 붉은 칠을 한 달모양을 단 것이 다르다. 쓰이는 법도 삭고와 비슷하다. 

## 참고 자료
1. ↑  “응고(應鼓) - 한국민족문화대백과사전”. 2021년 5월 26일에 확인함.